# Balasjov

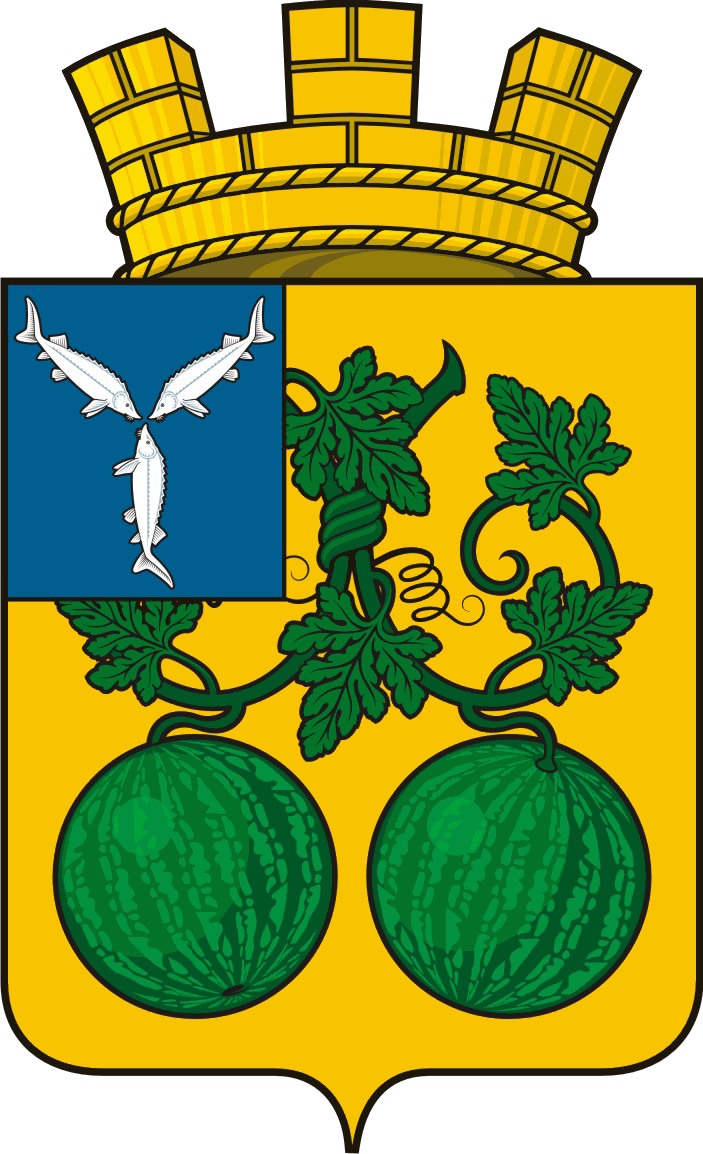
Stadens vapen.

Balasjov (ryska Балашо́в) är en stad i Saratov oblast, Ryssland. Folkmängden uppgick till 79 067 invånare i början av 2015.

## Geografi

### Klimat
|                                            | Jan   | Feb   | Mar  | Apr  | Maj  | Jun  | Jul  | Aug  | Sep  | Okt  | Nov  | Dec  |
| ------------------------------------------ | ----- | ----- | ---- | ---- | ---- | ---- | ---- | ---- | ---- | ---- | ---- | ---- |
| Normaldygnets maximitemperaturs medelvärde | −4,8  | −4,7  | 1,2  | 13,6 | 21,5 | 25,3 | 27,3 | 26,1 | 19,4 | 11,0 | 1,9  | −3,1 |
| Normaldygnets minimitemperaturs medelvärde | −11,0 | −11,6 | −6,2 | 3,0  | 9,2  | 13,6 | 15,6 | 13,8 | 8,5  | 2,8  | −3,6 | −8,7 |
|                                            |       |       |      |      |      |      |      |      |      |      |      |      |
| Nederbörd                                  | 45,4  | 33,5  | 33,2 | 31,2 | 36,6 | 65,6 | 61,0 | 39,8 | 48,7 | 43,5 | 49,7 | 46,1 |

| Diagram | temperaturer i °C • månadsnederbörd i mm • Källa: meteolabs.ru | temperaturer i °C • månadsnederbörd i mm • Källa: meteolabs.ru | temperaturer i °C • månadsnederbörd i mm • Källa: meteolabs.ru | temperaturer i °C • månadsnederbörd i mm • Källa: meteolabs.ru | temperaturer i °C • månadsnederbörd i mm • Källa: meteolabs.ru | temperaturer i °C • månadsnederbörd i mm • Källa: meteolabs.ru | temperaturer i °C • månadsnederbörd i mm • Källa: meteolabs.ru | temperaturer i °C • månadsnederbörd i mm • Källa: meteolabs.ru | temperaturer i °C • månadsnederbörd i mm • Källa: meteolabs.ru | temperaturer i °C • månadsnederbörd i mm • Källa: meteolabs.ru | temperaturer i °C • månadsnederbörd i mm • Källa: meteolabs.ru | temperaturer i °C • månadsnederbörd i mm • Källa: meteolabs.ru |
|         | 45 -5 -11                                                      | 34 -5 -12                                                      | 33 1 -6                                                        | 31 14 3                                                        | 37 22 9                                                        | 66 25 14                                                       | 61 27 16                                                       | 40 26 14                                                       | 49 19 9                                                        | 44 11 3                                                        | 50 2 -4                                                        | 46 -3 -9                                                       |